# Apoplasto
Numa planta, o apoplasto é o conjunto dos compartimentos existentes exteriormente à membrana plasmática, onde ocorre difusão simples. É interrompido pelas bandas de Caspari, por espaços preenchidos por ar entre as células e pela cutícula da planta. Estruturalmente, o apoplasto é formado pelo contínuo de paredes celulares de células adjacentes, assim como pelos espaços extracelulares, formando um compartimento comparável ao simplasto. A rota apoplástica facilita o transporte de água e de solutos através de um tecido ou órgão (Cambell and Reece, 2002). A este processo é dado o nome de transporte apoplástico.
A apoplasto desempenha um papel importante nos processos de comunicação da planta com o meio ambiente. A principal fonte de carbono para a planta, o dióxido de carbono, necessita de se solubilizar no apoplasto antes de ser transportado para dentro do cloroplasto e consumido durante a fotossíntese. Nas raízes, os iões difundem-se para o apoplasto da epiderme, antes de serem transferidos para o simplasto com auxílio de canais iónicos e antes de serem transportados pela planta devido à corrente de transpiração.
De maneira similar, todas as moléculas gasosas emitidas ou recebidas pela planta, tais como hormonas vegetais ou feromonas, têm que passar pelo apolasto. O apoplasto é também local para comunicação célula a célula. Durante estresse oxidativo local, o peróxido de hidrogénio e o anião superóxido podem-se difundir pelo apolasto e transportar um sinal de alerta para as células vizinhas. Em adição a isto, uma alcalinização local do apoplasto devido ao stress indicado, poderá ser difundido num tempo de minutos, para o resto da planta, através do xilema, desencandeando uma resistência sistémica adquirida (Felle et al., 2005).